# Макухи
Ма́кухи — село в Україні, у Зіньківській міській громаді Полтавського району Полтавської області. Населення становить 18 осіб. До 2020 орган місцевого самоврядування — Кирило-Ганнівська сільська рада.

## Географія
Село Макухи знаходиться на одному з витоків річки Мужева Долина, нижче за течією на відстані 0,5 км розташоване село Яцине-Окарі.

## Історія
1859 року у козачому хуторі (колишня назва — Ковалеве) налічувалось 59 дворів, мешкало 311 осіб (153 чоловічої статі та 158 — жіночої).
У Національній книзі пам'яті жертв Голодомору 1932—1933 років в Україні вказано одного жителя села, що загинув від голоду.
12 червня 2020 року, відповідно до розпорядження Кабінету Міністрів України № 721-р «Про визначення адміністративних центрів та затвердження територій територіальних громад Полтавської області», село увійшло до складу Зіньківської міської громади.
19 липня 2020 року, в результаті адміністративно - територіальної реформи та ліквідації Зіньківського району, село увійшло до складу новоутвореного Полтавського району Полтавської області.

## Населення

### Мова
Розподіл населення за рідною мовою за даними перепису 2001 року:
| Мова       | Кількість | Відсоток |
| ---------- | --------- | -------- |
| українська | 17        | 94.44%   |
| російська  | 1         | 5.56%    |
| Усього     | 18        | 100%     |

## Відомі люди
- Башловка Михайло Федорович — український сліпий бандурист.